# Фардуметреск
Фардуметреск (швед. Fardumeträsk) — озеро в Швеции, расположенное в северной части Готланда. Является третьим по величине озером острова, уступая в размерах лишь Бестетреску и Тингстедетреску.

## География
Площадь озера составляет 3,31 км², наибольшая глубина — 1,5 м. Из южной части Фардуметреска вытекает ручей Бонго, который через 5,4 км впадает в залив Хидевикен. В центре озера расположен поросший лесом остров Стурхольмен, площадь которого составляет 15 га. В 1999 году он был объявлен заповедником.
Летом уровень воды на озере стоит на низкой отметке. Разница между летним и зимнем уровнем достигает около 1 м. Ранее Фардуметреск был глубже, но в середине XIX века его уровень понизился на 60 см.

## Флора и фауна
Согласно исследованию, проведённому в 2006 году Шведским управлением рыболовства, в озере водятся семь видов рыб: окунь, ёрш, щука, плотва, золотой карась, краснопёрка и линь. Бо́льшая часть дна Фардуметреска покрыто харовыми водорослями.